# Deuxhill
Deuxhill est une paroisse civile et un hameau du Shropshire, en Angleterre.